# Neostroblia incessans
Neostroblia incessans är en stekelart som först beskrevs av Davis 1897.  Neostroblia incessans ingår i släktet Neostroblia och familjen brokparasitsteklar. Inga underarter finns listade i Catalogue of Life.